# Рок-політик

Адріано Челентано і Роберто Беніньї пишуть листа Сільвіо Берлусконі на телешоу «Рок-політик» 27 жовтня 2005)

Рок-політик (італ. Rockpolitik) — телепередача у чотирьох серіях, створена італійським співаком та кіноактором Адріано Челентано, транслювалася щотижнево з 20 жовтня по 11 листопада 2005 року, на телеканалі Rai Uno. У сюжеті передачі обговорювалися музичні та соціальні питання.

## Опис та факти
Телешоу транслювалося щотижня в четвер увечері з 20 жовтня по 11 листопада 2005 року на телеканалі Rai 1. Тематика передачі торкалася музики, нової забудови міст, політики і соціальних питань. Програма стала найпопулярнішою в Італії протягом сезону 2005—2006 років. Всього вийшло 4 двогодинних серій, з середнім рейтингом перегляду у 46-47 % від загальної аудиторії (близько 10-12 мільйонів глядачів). Програма відкривалася під акомпанемент гітариста Майкла Томпсона, що символізувало ідеологічну концепцію передачі — своєрідний поділ світу на «рок і попсу» (іт. «rock e lento»). Глядачі у студії розміщувалися на ярусних трибунах на зразок амфітеатру, оточених великими декораціями дизайнера Гаетано Кастеллі, які зображували місто в американському стилі, з великим мостом, силуетами хмарочосів і Чайна-таун. Ще більшу видовищність надавали шоу два великих світлодіодних екрани Barco ILite 8 розміром 6,55×3,35 м. Один з екранів розташовувався уздовж сцени зі студійним оркестром, а другий використовувався як корма для сцени, на якій виступали артисти-гості шоу. 
Традиційно, як і у попередніх проєктах, Челентано знову поставив умову керівництву RAI щодо повної незалежністі ведення його текстів і проєкту загалом, на що суспільне телебачення не погоджувалося. Після деяких коливань, які тривали протягом року (все почалося в грудні 2004 року) і юридичних втручань Челентано, керівництво RAI все ж дало згоду на умови співака, після чого проєкт стартував. Через те, що над Челентано взагалі не було ніякої цензури і контролю, ніхто, крім нього, його співведучих і глядачів, присутніх в різних епізодах, не знав, що буде транслюватися кожного вечора. Атмосфера очікування і занепокоєння була такою, що тодішній директор каналу Rai 1 Фабріціо Дель Ноче тимчасово усунувся від посади на час трансляції проєкту. 
Ведучим передачі був Адріано Челентано, а його співведучою стала акторка-фотомодель Луїза Ранієрі, а також були запрошен комік Тео Теоколі, гумористи Антоніо Корнаккіоне і Мауріціо Кроцца, які висміювали протягом усього шоу як правих, так і лівих політиків, приділяючи особливу увагу Сільвіо Берлусконі. За участь у телекомпанія RAI платила Челентано по 1.4 мільйони євро за епізод (всього вийшло чотири епізоди). Протягом передачі Челентано вів тривалі монологи і виконав 28 пісень зі свого репертуару різних років. Починаючи з першої серії Адріано звинуватив прем'єр-міністра в придушені свободи слова і як факт привів дослідження Freedom House у якому Італія посіла 77 місце за свободою преси. Щоб викрити цензуру, введену урядом, до студії запросили лівого депутата Європарламенту і колишнього журналіста Мікеле Санторо, вигнаного з телеканалу Rai 1 в 2001 році (Берлусконі звинуватив його у «використанні телебачення в злочинних цілях»). Такі обставини викликали великий резонанс у суспільстві, відбулася реакція голови уряду Італії:

| «Щоб на телебаченні дув вітер свободи, не обов'язково, щоб там був присутній Челентано» — Сільвіо Берлусконі [7] |
Проте опозиційні лідери підтримали такий формат передачі:

| «Челентано в цій програмі говорив абсолютно вільно», — заявив Романо Проді, лідер лівоцентристської опозиції. — «І мене вражає, що люди зляться лише від цього факту. Було б краще, якби та ж сама свобода була забезпечена на телебаченні щодня» [8] |
Кульмінацією шоу стала друга серія, що привернула увагу рекордних 12 мільйонів глядачів, протягом якої Челентано разом з актором-коміком Роберто Беніньї написав сатирично-іронічний лист до прем'єр-міністра з «вимогою його відставки», назвавши його «корупцьоні» (ідеєю цієї сцени став сюжет з комедії «Тото, Пеппіно і розпусниця» 1956 року за участю коміка Тото), в якому комічно зобразили відсутність будь-чого позитивного зробленого Берлусконі; так, пишучи цього уявного листа Берлусконі, артисти безуспішно намагалися згадати хоч одне добре діло зроблене політиком та так і не згадали, що викликало особливу образу прем'єр-міністра:

| «Програма Челентано — лише останній епізод тієї атаки, яку ЗМІ ведуть з 2001 року на уряд і його голову» — Сільвіо Берлусконі [6] |
Сюжет наступних серій був аналогічний, з критикою уряду Італії та його голови. На думку оглядачів, саме цим пояснювалися фантастичні показники глядацької присутності. Попри успіх телешоу, 11 листопада вийшла остання серія скандального «Rockpolitik», але, попри це, передача здобула премію «Ideona» як найкраще «Live Event Show».
20 листопада 2006 року вийшла однойменна книга, присвячена цій передачі. 2 грудня того ж року, Челентано взяв участь у програмі «Che tempo che fa» на каналі Rai 3, що зібрала аудиторію в 6,2 мільйона глядачів, де обговорив з журналістом Фабіо Фаціо невдачу з закритим телешоу і виконав три пісні.

## Гості передачі
- Роберто Беніньї, актор, комік, режисер;
- Мікеле Санторо, італійський журналіст;
- Мауріціо Кроцца, італійський актор, комік, пародист, співак;
- Джанна Нанніні, італійська співачка;
- Жерар Депардьє, французький актор;
- Ріккардо Коччанте, італійсько-французький кантауторе;
- Лучано Ліґабуе, італійський рок-співак;
- Франко Баттіато, італійський композитор;
- Тео Теоколі італійський актор, комік, пародист;
- Валентіно Россі, італійський спортсмен;
- Sud Sound System, італійський гурт;
- Subsonica, італійський рок-гурт;
- Negrita, італійський рок-гурт;
- Луїза Ранієрі, італійська акторка, фотомодель;
- Патті Сміт, американська співачка;
- Лоредана Берте, італійська співачка;
- Ерос Рамаццотті, італійський співак;
- Eurythmics, англійський рок-гурт;
- Карлос Сантана, американський гітарист.

## Пісні
1. C'e' sempre un motivo
2. Ready teddy
3. Be bop a lula
4. Azzurro
5. L'arcobaleno
6. Ancora vivo
7. 24 mila baci
8. L'indiano
9. Shake rattle an'roll
10. L'emozione non ha voce
11. La coppia piu bella del mondo (разом з Роберто Беніньї)
12. Il ragazzo della via Gluck (разом з Еросом Рамаццотті)
13. Mari mari
14. Shake rattle an'roll
15. Jailhouse rock
16. Stai lontana da me (разом з Тео Теоколі)
17. Калинка-малинка (разом з Тео Теоколі)
18. Una carezza in un pugno
19. Ciao ti diro
20. Storia d'amore
21. Rock around the clock
22. Il mondo in mi 7a
23. Ciao ragazzi (разом з Тео Теоколі)

## Рейтинг переглядів
| Серія    | Дата              | Тривалість | Відсоток переглядів | Кількість глядачів |
| -------- | ----------------- | ---------- | ------------------- | ------------------ |
| Перша    | 20 жовтня 2005    | 02:43:06   | 46,40 %             | 10.504.000         |
| Друга    | 27 жовтня 2005    | 02:25:09   | 49,41 %             | 12.540.000         |
| Третя    | 4 листопада 2005  | 02:29:00   | 43,04 %             | 10.201.000         |
| Четверта | 11 листопада 2005 | 02:56:49   | 47,19 %             | 11.649.000         |